# Cú ăn ba (bóng đá)

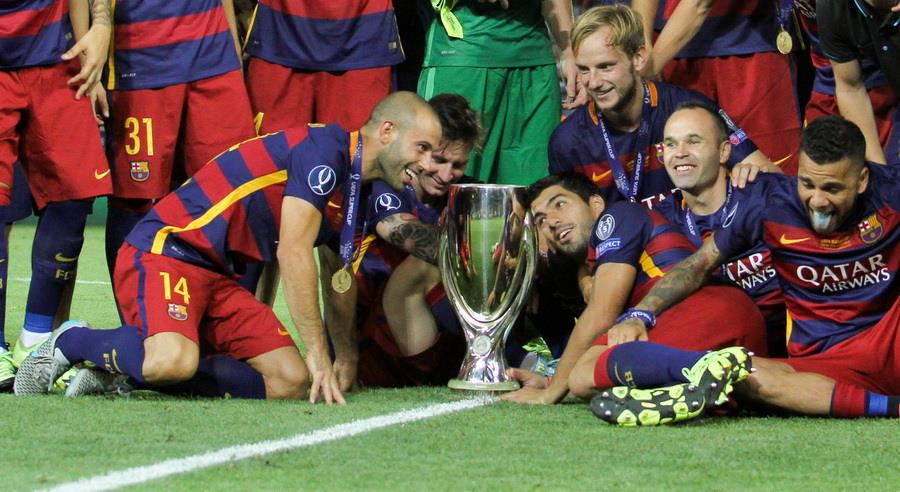
Barcelona, câu lạc bộ đầu tiên 2 lần giành cú ăn ba vào các mùa giải 2008–09 và 2014–15. Họ cùng Bayern München là những câu lạc bộ châu Âu đã 2 lần giành "cú ăn ba"

Cú ăn ba trong bóng đá được dùng để chỉ một đội bóng giành được ba danh hiệu trong một mùa giải. Một cú ăn ba lục địa (continental treble) được nhắc đến khi một đội bóng vô địch quốc gia, vô địch cúp quốc gia chính và cúp cao nhất ở cấp lục địa. Mặc dù vô địch một cúp lục địa nhưng ở hạng hai (ví dụ như UEFA Europa League) cũng được mô tả là cú ăn ba lục địa, nhưng nó không được chấp nhận một cách rộng rãi. Cú ăn ba quốc nội (domestic treble) thường được đề cập khi giành ba chức vô địch trong nước—bao gồm chức vô địch quốc gia, cúp quốc gia chính và một cúp phụ (chẳng hạn như Cúp EFL hay Cúp Liên đoàn Anh).
Những danh hiệu chỉ được xét thông qua một cặp đấu (có thể là một trận đấu đơn hoặc trận đấu hai lượt đi và về) thường không được tính là một phần của cú ăn ba (ví dụ: Siêu cúp Anh, Siêu cúp Tây Ban Nha, Siêu cúp Ý, Trophée des Champions, Siêu cúp DFL, Siêu cúp UEFA, Recopa Sudamericana, FIFA Club World Cup, Cúp Liên lục địa và các giải đấu tương đương khác). Ngoài ra, có một trường hợp khá đặc biệt là câu lạc bộ Liverpool của Anh giành cú ăn ba cúp ở mùa giải 2000–01, khi họ giành Cúp Liên đoàn, Cúp FA và Cúp UEFA nhưng lại bị mỉa mai, chế giễu "cú ăn ba của Chuột Mickey".

## Cú ăn ba lục địa
Danh sách này bao gồm các câu lạc bộ đã giành được chức vô địch quốc gia và giải đấu cúp quốc gia chính (cú đúp), cộng thêm giải đấu cao nhất ở cấp độ lục địa, tất cả đều diễn ra trong một mùa giải. Tokyo Verdy của Nhật Bản và Barcelona của Tây Ban Nha là những câu lạc bộ duy nhất giành được cú ăn ba lục địa cho cả đội nam và nữ của họ, khi đạt được vào các năm 2019 và 2021.

### Nam
Hai mươi ba câu lạc bộ nam đã đạt được thành tích này với tổng cộng 30 lần, lần đầu tiên là Celtic của Scotland vào tháng 5 năm 1967, và sau đó là TP Mazembe (khi đó được gọi là FC Englebert) của Cộng hòa Congo vào tháng 11 năm 1967. Các đội bóng châu Âu đã giành được nhiều cú ăn ba lục địa nhất với mười một lần, và có chín câu lạc bộ đã làm được, đội gần nhất là Paris Saint Germain của Pháp mùa giải 2024–25. Các quốc gia có nhiều hơn một đội giành cú ăn ba châu lục là Mexico, New Zealand, Anh và Hà Lan, với hai đội giành cú ăn ba mỗi nước.
Không có đội Nam Mỹ (thuộc CONMEBOL) nào đạt được thành tích này với các điều kiện nêu trên, khiến đây trở thành lục địa duy nhất chưa từng có đội vô địch cú ăn ba châu lục. Nhiều đội Brazil đã giành được một số danh hiệu kết hợp giữa Campeonato Brasileiro Série A, các giải vô địch cấp tiểu bang ở nước này, Copa do Brasil hay trước đây là Taça Brasil (giải không còn tồn tại) cùng với Copa Libertadores, nhưng chưa bao giờ giành chức vô địch đồng thời ở Série A, Copa do Brasil và Copa Libertadores.
Năm câu lạc bộ nam đã giành cú ăn ba lục địa hai lần trở lên: Al Ahly của Ai Cập, Auckland City của New Zealand, Barcelona của Tây Ban Nha, München của Đức và Cruz Azul của Mexico. với Cruz Azul là đội đầu tiên đạt được điều này vào năm 1997. Al Ahly và Auckland City là những đội duy nhất có hơn hai lần giành cú ăn ba lục địa, cả hai đều bốn lần làm được. Auckland City đã hoàn thành thành tích này trước tiên, giành cú ăn ba thứ ba vào năm 2015 và thứ tư vào năm 2022. Al Ahly và Auckland City cũng là những câu lạc bộ nam duy nhất giành cú ăn ba trong hai mùa giải liên tiếp, mặc dù Al Ahly là đội đầu tiên làm được điều này sau khi đạt được vào hai năm năm 2006 và 2007.
| Liên đoàn | Câu lạc bộ                      | Quốc gia           | Số lần | Mùa                        | Danh hiệu                                                               | Chú thích                                |
| --------- | ------------------------------- | ------------------ | ------ | -------------------------- | ----------------------------------------------------------------------- | ---------------------------------------- |
| AFC       | Yomiuri (currently Tokyo Verdy) | Nhật Bản           | 1      | 1987                       | Japanese First Division, Cúp Hoàng đế Nhật Bản, Asian Club Championship | [ 18 ] [ 3 ]                             |
| AFC       | Al Hilal                        | Ả Rập Xê Út        | 1      | 2019‍–‍20                      | Saudi Professional League, King's Cup, AFC Champions League             | [ 19 ] [ 3 ]                             |
| CAF       | Al Ahly                         | Ai Cập             | 4      | 2005‍–‍06, 2006‍–‍07, 2019‍–‍20, 2022‍–‍23 | Egyptian Premier League, Egypt Cup, CAF Champions League                | [ 20 ] [ 3 ] [ 21 ] [ 22 ] [ 14 ] [ 23 ] |
| CAF       | Englebert (nay là TP Mazembe)   | CHDC Congo         | 1      | 1967                       | Linafoot, Coupe du Congo, African Cup of Champions                      | [ 13 ] [ 3 ]                             |
| CAF       | Vita Club                       | Zaire              | 1      | 1973                       | Linafoot, Coupe du Congo, African Cup of Champions                      | [ 24 ] [ 3 ]                             |
| CAF       | MC Alger                        | Algérie            | 1      | 1976                       | Algerian Championnat National, Algerian Cup, African Cup of Champions   | [ 25 ] [ 3 ]                             |
| CAF       | Hearts of Oak                   | Ghana              | 1      | 2000                       | Ghana Premier League, Ghanaian FA Cup, CAF Champions League             | [ 26 ] [ 3 ]                             |
| CAF       | Espérance Tunis                 | Tunisia            | 1      | 2011                       | Tunisian Ligue Professionnelle 1, Tunisian Cup, CAF Champions League    | [ 27 ] [ 3 ]                             |
| CONCACAF  | Cruz Azul                       | México             | 2      | 1969, 1997                 | Mexican Primera División, Copa México, CONCACAF Champions' Cup          | [ 17 ] [ 3 ]                             |
| CONCACAF  | Defence Force                   | Trinidad và Tobago | 1      | 1985                       | National League, Trinidad and Tobago Cup, CONCACAF Champions Cup        | [ 28 ] [ 3 ]                             |
| CONCACAF  | Monterrey                       | México             | 1      | 2019‍–‍20                      | Liga MX, Copa MX, CONCACAF Champions League                             | [ 29 ] [ 30 ] [ 31 ]                     |
| OFC       | Auckland City                   | New Zealand        | 4      | 2005‍–‍06, 2013‍–‍14, 2014‍–‍15        | NZFC Minor Premiership, NZFC Grand Final, OFC Champions League          | [ 15 ]                                   |
| OFC       | Auckland City                   | New Zealand        | 4      | 2022                       | New Zealand National League, Chatham Cup, OFC Champions League          | [ 15 ] [ 32 ] [ 33 ]                     |
| OFC       | Waitakere United                | New Zealand        | 1      | 2007‍–‍08                      | NZFC Minor Premiership, NZFC Grand Final, OFC Champions League          | [ 34 ] [ 3 ]                             |
| OFC       | Hienghène Sport                 | Nouvelle-Calédonie | 1      | 2019                       | New Caledonia Super Ligue, New Caledonia Cup, OFC Champions League      | [ 35 ] [ 3 ]                             |
| UEFA      | Barcelona                       | Tây Ban Nha        | 2      | 2008‍–‍09, 2014‍–‍15               | La Liga, Copa del Rey, UEFA Champions League                            | [ 12 ] [ 3 ]                             |
| UEFA      | Bayern München                  | Đức                | 2      | 2012‍–‍13, 2019‍–‍20               | Bundesliga, DFB-Pokal, UEFA Champions League                            | [ 12 ] [ 3 ]                             |
| UEFA      | Celtic                          | Scotland           | 1      | 1966‍–‍67                      | Scottish Football League, Scottish Cup, European Cup                    | [ 12 ] [ 3 ]                             |
| UEFA      | Ajax                            | Hà Lan             | 1      | 1971‍–‍72                      | Eredivisie, KNVB Cup, European Cup                                      | [ 12 ] [ 3 ]                             |
| UEFA      | PSV Eindhoven                   | Hà Lan             | 1      | 1987‍–‍88                      | Eredivisie, KNVB Cup, European Cup                                      | [ 12 ] [ 3 ]                             |
| UEFA      | Manchester United               | Anh                | 1      | 1998‍–‍99                      | Premier League, FA Cup, UEFA Champions League                           | [ 12 ] [ 3 ]                             |
| UEFA      | Inter Milan                     | Ý                  | 1      | 2009‍–‍10                      | Serie A, Coppa Italia, UEFA Champions League                            | [ 12 ] [ 3 ]                             |
| UEFA      | Manchester City                 | Anh                | 1      | 2022‍–‍23                      | Premier League, FA Cup, UEFA Champions League                           | [ 12 ] [ 36 ]                            |
| UEFA      | Paris Saint-Germain             | Pháp               | 1      | 2024‍–‍25                      | Ligue 1, Coupe de France, UEFA Champions League                         | [ 12 ]                                   |

Ngoài ra, có một số trường hợp đặc biệt, khi cho đến nay, đã có 5 lần việc 1 đội giành cú đúp nội địa (thắng giải vô địch quốc gia và cúp quốc gia) kết hợp với Cúp UEFA/UEFA Europa League trong cùng 1 mùa giải.
| Mùa giải  | Câu lạc bộ   | Quốc gia   | Giải vô địch quốc gia  | Cúp quốc gia     | Cúp UEFA/UEFA Europa League |
| --------- | ------------ | ---------- | ---------------------- | ---------------- | --------------------------- |
| 1981–82   | IFK Göteborg | Thụy Điển  | Fotbollsallsvenskan    | Svenska Cupen    | Cúp UEFA                    |
| 1999–2000 | Galatasaray  | Thổ Nhĩ Kỳ | Turkcell Süper Lig     | Türkiye Kupası   | Cúp UEFA                    |
| 2002–03   | FC Porto     | Bồ Đào Nha | Primeira Liga          | Taça de Portugal | Cúp UEFA                    |
| 2004–05   | CSKA Moskva  | Nga        | Russian Premier League | Кубок России     | Cúp UEFA                    |
| 2010–11   | FC Porto     | Bồ Đào Nha | Primeira Liga          | Taça de Portugal | UEFA Europa League          |

Một trường hợp đặc biệt khác là câu lạc bộ bóng đá Liverpool của Anh. Mùa giải 1983–84 của Liverpool, đội bóng này đoạt được ba danh hiệu là giải vô địch quốc gia (First Division cũ), Cúp Liên đoàn (League Cup) và European Cup. Vào năm 2001, Liverpool giành một cú ăn ba đặc biệt khác, khi họ đoạt Cúp Liên đoàn Anh, Cúp FA và cúp UEFA song bị nhiều người mỉa mai "cú ăn ba của Chuột Mickey".

### Nữ
Mười câu lạc bộ nữ đã giành cú ăn ba lục địa với những điều kiện trên, năm trong số đó là các câu lạc bộ từ châu Âu, một câu lạc bộ châu Á, một câu lạc bộ châu Phi, một câu lạc bộ Nam Mỹ và hai câu lạc bộ châu Đại Dương, với tổng cộng 16 cú ăn ba mà các câu lạc bộ đã giành được. Câu lạc bộ đầu tiên làm được điều này 1. FFC Frankfurt vào năm 2002, sau đó đã giành cú ăn ba một lần nữa vào năm 2008. Những đội bóng nữ khác đạt được thành tích này nhiều hơn một lần là Lyon, câu lạc bộ đã làm được điều đó năm lần (một kỷ lục đối với cả câu lạc bộ nam và nữ) và FC Barcelona và Corinthians, mỗi câu lạc bộ đã đạt được thành tích này hai lần. Lyon cũng là câu lạc bộ nữ duy nhất giành cú ăn ba trong hai năm liên tiếp và đã hoàn thành kỳ tích này hai lần.
Việc chưa có nhiều cú ăn ba châu lục của nữ so với nam phần lớn có thể là do không có các giải đấu cấp lục địa dành cho nữ cho đến thế kỷ XXI. UEFA Women's Champions League ra đời năm 2001, Copa Libertadores Femenina ra đời năm 2009, Giải vô địch các câu lạc bộ nữ AFC ra đời 2019, CAF Women's Champions League ra đời năm 2021, OFC Women's Champions League ra đời năm 2023, và CONCACAF Women Champions Cup có lần đầu tổ chức tháng 8 năm 2024. Ngoài ra, vẫn còn những quốc gia chưa có các giải đấu quốc nội dành cho bóng đá nữ.
| Liên đoàn | Câu lạc bộ                                    | Quốc gia           | Số lần | Mùa          | Những danh hiệu                                                                                   | Chú thích            |
| --------- | --------------------------------------------- | ------------------ | ------ | ------------ | ------------------------------------------------------------------------------------------------- | -------------------- |
| AFC       | Tokyo Verdy Beleza                            | Nhật Bản           | 1      | 2019         | Nadeshiko League, Empress's Cup, AFC Women's Club Championship                                    | [ 48 ] [ 10 ]        |
| CAF       | AS FAR                                        | Maroc              | 1      | 2022‍–‍23        | Moroccan Women's Championship, Moroccan Women Throne Cup, CAF Women's Champions League            | [ 49 ]               |
| CONMEBOL  | Corinthians                                   | Brasil             | 2      | 2023, 2024   | Campeonato Brasileiro Feminino Série A1, Supercopa do Brasil Feminino, Copa Libertadores Femenina | [ 50 ] [ 51 ]        |
| OFC       | AS Academy                                    | Nouvelle-Calédonie | 1      | 2023         | New Caledonia Division 1 Féminine, New Caledonia Cup, OFC Women's Champions League                | [ 52 ] [ 53 ]        |
| OFC       | Auckland United                               | New Zealand        | 1      | 2024         | New Zealand Women's National League, Kate Sheppard Cup, OFC Women's Champions League              | [ 54 ] [ 55 ]        |
| UEFA      | Lyon                                          | Pháp               | 5      | 2019‍–‍20        | Division 1 Féminine, Coupe de France féminine, UEFA Women's Champions League                      | [ 40 ]               |
| UEFA      | 1. FFC Frankfurt (nay là Eintracht Frankfurt) | Đức                | 2      | 2001‍–‍02, 2007‍–‍08 | Frauen-Bundesliga, DFB-Pokal Frauen, UEFA Women's Cup                                             | [ 39 ] [ 56 ]        |
| UEFA      | Barcelona                                     | Tây Ban Nha        | 2      | 2020‍–‍21, 2023‍–‍24 | Primera División, Copa de la Reina, UEFA Women's Champions League                                 | [ 11 ] [ 57 ] [ 58 ] |
| UEFA      | Arsenal                                       | Anh                | 1      | 2006‍–‍07        | FA Women's Premier League, FA Women's Cup, UEFA Women's Cup                                       | [ 59 ] [ 60 ] [ 61 ] |
| UEFA      | VfL Wolfsburg                                 | Đức                | 1      | 2012‍–‍13        | Frauen-Bundesliga, DFB-Pokal Frauen, UEFA Women's Champions League                                | [ 62 ]               |

## Cú ăn ba quốc nội

### Nam
Một cú ăn ba quốc nội thường bao gồm giải vô địch quốc gia chính, cúp quốc gia chính và cúp phụ được cho là danh giá nhất (thường là cúp Liên đoàn, như Cúp EFL, Cúp Liên đoàn Scotland hoặc Thai League Cup – Cúp Liên đoàn Thái Lan). Thông thường, các siêu cúp hoặc danh hiệu nhỏ mang tính địa phương trong quốc gia, như giải vô địch các tiểu bang Brazil, Giải vô địch Biscay và Cúp Glasgow, không được bao gồm trong cú ăn ba, vì vậy cú ăn ba quốc nội chỉ có thể thực hiện được ở một số quốc gia, vì hầu hết các liên đoàn chỉ tổ chức một giải vô địch quốc gia và một giải đấu cúp quốc gia, do đó, các câu lạc bộ từ các quốc gia như Tây Ban Nha, Đức và Pháp, những câu lạc bộ từng tổ chức cúp phụ nhưng đã bị ngừng tổ chức, hiện nay không thể đạt được cú ăn ba trong nước theo hình thức được công nhận một cách rộng rãi. Cú ăn ba quốc nội có thể bao gồm siêu cúp hoặc danh hiệu khu vực nhưng không được coi là thành tích "được chấp nhận".
76 câu lạc bộ nam đã giành được cú ăn ba quốc nội, 27 trong số đó đã làm được điều đó nhiều hơn một lần, với tổng cộng 131 cú ăn ba. Đội đầu tiên giành cú ăn ba trong nước là Shamrock Rovers của Ireland vào mùa giải 1924–25. Đội bóng Celtic của Scotland đã giành được nhiều cú ăn ba quốc nội nhất, với tám lần. Celtic, Manchester City và Bayern München là những đội bóng nam duy nhất giành được cả cú ăn ba trong quốc nội và cú ăn ba châu lục, nhưng Celtic là đội duy nhất giành được cả hai trong cùng một mùa giải (nói nôm na là cú ăn bốn). Celtic cũng giữ kỷ lục về cú ăn ba quốc nội liên tiếp của đội nam nhất, với bốn lần.
| Câu lạc bộ             | Quốc gia           | Số lần | Mùa                                                      | Danh hiệu                                                                             | Chú thích                   |
| ---------------------- | ------------------ | ------ | -------------------------------------------------------- | ------------------------------------------------------------------------------------- | --------------------------- |
| Celtic                 | Scotland           | 8      | 1966‍–‍67, 1968‍–‍69, 2000‍–‍01, 2016‍–‍17, 2017‍–‍18, 2018–19, 2019‍–‍20, 2022‍–‍23 | Scottish League, Scottish Cup, Scottish League Cup                                    | [ 7 ]                       |
| Rangers                | Scotland           | 7      | 1948‍–‍49, 1963‍–‍64, 1975‍–‍76, 1977‍–‍78, 1992‍–‍93, 1998‍–‍99, 2002‍–‍03          | Scottish League, Scottish Cup, Scottish League Cup                                    | [ 7 ]                       |
| Buriram United         | Thái Lan           | 5      | 2011, 2013, 2015, 2021‍–‍22, 2022‍–‍23                           | Thai League 1, Thai FA Cup, Thai League Cup                                           | [ 66 ] [ 7 ]                |
| Club Franciscain       | Martinique         | 4      | 1998‍–‍99, 2001‍–‍02, 2002‍–‍03, 2004‍–‍05                               | Martinique Championnat National, Coupe de la Martinique, Trophée du Conseil Général   | [ 7 ]                       |
| Istiklol               | Tajikistan         | 4      | 2014, 2015, 2018, 2019                                   | Tajikistan Higher League, Tajikistan Cup, TFF Cup                                     | [ 7 ]                       |
| Paris Saint-Germain    | Pháp               | 4      | 2014‍–‍15, 2015‍–‍16, 2017‍–‍18, 2019‍–‍20                               | Ligue 1, Coupe de France, Coupe de la Ligue                                           | [ 67 ] [ 68 ] [ 69 ]        |
| Kitchee                | Hồng Kông          | 4      | 2011‍–‍12, 2014‍–‍15                                             | Hong Kong First Division League, Hong Kong FA Cup, HKFA League Cup                    | [ 70 ] [ 71 ] [ 72 ] [ 73 ] |
| Kitchee                | Hồng Kông          | 4      | 2016‍–‍17, 2022‍–‍23                                             | Hong Kong First Division League, Hong Kong FA Cup, Hong Kong Senior Challenge Shield  | [ 7 ] [ 74 ]                |
| Shamrock Rovers        | Cộng hòa Ireland   | 3      | 1924–25, 1931–32, 1963–64                                | League of Ireland, FAI Cup, League of Ireland Shield                                  | [ 75 ]                      |
| Somerset Trojans       | Bermuda            | 3      | 1967‍–‍68, 1968‍–‍69, 1969‍–‍70                                      | Bermudian Premier Division, Bermuda FA Cup, Friendship Trophy                         | [ 7 ]                       |
| Saint-Pierroise        | Réunion            | 3      | 1971, 1989, 2019                                         | Réunion Premier League, Coupe de la Réunion, Coupe Régionale de France                | [ 7 ] [ 76 ]                |
| Ba                     | Fiji               | 3      | 1979, 2006, 2013                                         | Fiji Premier League, Battle of the Giants, Inter-District Championship                | [ 77 ]                      |
| South China            | Hồng Kông          | 3      | 1987‍–‍88, 1990‍–‍91, 2006‍–‍07                                      | Hong Kong First Division League, Hong Kong Senior Challenge Shield, Hong Kong FA Cup  | [ 7 ] [ 78 ]                |
| Linfield               | Bắc Ireland        | 3      | 1993‍–‍94, 2005‍–‍06, 2007‍–‍08                                      | Irish League, Irish Cup, Irish League Cup                                             | [ 7 ] [ 79 ] [ 80 ] [ 81 ]  |
| North Village Rams     | Bermuda            | 2      | 1977‍–‍78, 2005‍–‍06                                             | Bermudian Premier Division, Bermuda FA Cup, Friendship Trophy                         | [ 7 ]                       |
| Seiko                  | Hồng Kông          | 2      | 1979‍–‍80, 1980‍–‍81                                             | Hong Kong First Division League, Hong Kong Senior Challenge Shield, Hong Kong FA Cup  | [ 7 ]                       |
| Nissan Motor           | Nhật Bản           | 2      | 1988‍–‍89, 1989‍–‍90                                             | Japan Soccer League, Cúp Hoàng đế Nhật Bản, JSL Cup                                   | [ 7 ]                       |
| Nkana                  | Zambia             | 2      | 1989, 1993                                               | Zambian Premier League, Zambian Cup, Chibuku Cup                                      | [ 7 ]                       |
| Eastern                | Hồng Kông          | 2      | 1992‍–‍93, 1993‍–‍94                                             | Hong Kong First Division League, Hong Kong Senior Challenge Shield, Hong Kong FA Cup  | [ 7 ]                       |
| Sunrise Flacq United   | Mauritius          | 2      | 1992, 1996                                               | Mauritian League, Mauritian Cup, Mauritian Republic Cup                               | [ 7 ]                       |
| Valletta               | Malta              | 2      | 1996‍–‍97, 2000‍–‍01                                             | Maltese Premier League, Maltese Cup, Löwenbräu Cup                                    | [ 65 ]                      |
| Kedah                  | Malaysia           | 2      | 2007, 2008                                               | Malaysian Super League, Malaysia Cup, Malaysian FA Cup                                | [ 82 ]                      |
| St Michel United       | Seychelles         | 2      | 2008, 2011                                               | Seychelles League, Seychelles FA Cup, Seychelles League Cup                           | [ 7 ]                       |
| Al-Wehdat              | Jordan             | 2      | 2008‍–‍09, 2010‍–‍11                                             | Jordan League, Jordan FA Cup, Jordan FA Shield                                        | [ 7 ]                       |
| Melbourne Victory      | Úc                 | 2      | 2008‍–‍09                                                    | A-League Pre-Season Challenge Cup, A-League Premiership, A-League Grand Final         | [ 83 ]                      |
| Melbourne Victory      | Úc                 | 2      | 2015                                                     | A-League Premiership, A-League Grand Final, FFA Cup                                   | [ 84 ]                      |
| The New Saints         | Wales              | 2      | 2014‍–‍15, 2015‍–‍16                                             | Welsh Premier League, Welsh Cup, Welsh League Cup                                     | [ 85 ]                      |
| Albirex Niigata (S)    | Singapore          | 2      | 2016, 2017                                               | Singapore Premier League, Singapore Cup, Singapore League Cup                         | [ 7 ]                       |
| Kuwait SC              | Kuwait             | 2      | 2016‍–‍17, 2018‍–‍19                                             | Kuwait Premier League, Kuwait Emir Cup, Kuwait Crown Prince Cup                       | [ 7 ]                       |
| Mamelodi Sundowns      | Nam Phi            | 2      | 2019‍–‍20                                                    | Premier Soccer League, Nedbank Cup, Telkom Knockout                                   | [ 7 ]                       |
| Mamelodi Sundowns      | Nam Phi            | 2      | 2021‍–‍22                                                    | Premier Soccer League, Nedbank Cup, MTN 8                                             | [ 86 ]                      |
| Johor Darul Ta'zim     | Malaysia           | 2      | 2022, 2023                                               | Malaysia Super League, Malaysia FA Cup, Malaysia Cup                                  | [ 87 ] [ 88 ]               |
| Bohemians              | Cộng hòa Ireland   | 1      | 1927‍–‍28                                                    | League of Ireland, FAI Cup, League of Ireland Shield                                  | [ 89 ]                      |
| Fall River             | Hoa Kỳ             | 1      | 1930                                                     | American Soccer League, National Challenge Cup, Lewis Cup                             | [ 90 ]                      |
| Mufulira Wanderers     | Zambia             | 1      | 1965                                                     | Zambian Premier League, Zambian Cup, Chibuku Cup                                      | [ 7 ]                       |
| Assaut                 | Martinique         | 1      | 1966                                                     | Martinique Championnat National, Coupe de la Martinique, Coupe de la France           | [ 7 ] [ 91 ]                |
| PHC Zebras             | Bermuda            | 1      | 1970‍–‍71                                                    | Bermudian Premier Division, Bermuda FA Cup, Friendship Trophy                         | [ 7 ]                       |
| Kabwe Warriors         | Zambia             | 1      | 1972                                                     | Zambian Premier League, Zambian Cup, Chibuku Cup                                      | [ 7 ]                       |
| Saprissa               | Quần đảo Cayman    | 1      | 1972‍–‍73                                                    | Cayman Islands League, Cayman Islands FA Cup, Cayman Islands League Cup               | [ 7 ]                       |
| Arcadia Shepherds      | Nam Phi            | 1      | 1974                                                     | NFL Championship, NFL Cup, NFL UTC Bowl Cup                                           | [ 7 ]                       |
| Mitsubishi             | Nhật Bản           | 1      | 1978                                                     | Japan Soccer League, Cúp Hoàng đế Nhật Bản, JSL Cup                                   | [ 7 ]                       |
| Servette               | Thụy Sĩ            | 1      | 1978‍–‍79                                                    | Nationalliga A, Swiss Cup, Swiss League Cup                                           | [ 7 ]                       |
| Cygne Noir             | Guadeloupe         | 1      | 1982‍–‍83                                                    | Guadeloupe Division of Honour, Coupe de Guadeloupe, Coupe de France (Zone Guadeloupe) | [ 7 ] [ 92 ]                |
| Levski Sofia           | Bulgaria           | 1      | 1984                                                     | Bulgarian A Professional Football Group, Bulgarian Cup, Cup of the Soviet Army        | [ 93 ]                      |
| Kaizer Chiefs          | Nam Phi            | 1      | 1984                                                     | NPSL First Division, Nedbank Cup, Telkom Knockout                                     | [ 7 ]                       |
| Nadroga                | Fiji               | 1      | 1989                                                     | Fiji Premier League, Battle of the Giants, Inter-District Championship                | [ 7 ]                       |
| CSKA Sofia             | Bulgaria           | 1      | 1989                                                     | Bulgarian A Professional Football Group, Bulgarian Cup, Cup of the Soviet Army        | [ 93 ]                      |
| Derry City             | Cộng hòa Ireland   | 1      | 1988‍–‍89                                                    | League of Ireland, FAI Cup, League of Ireland Cup                                     | [ 94 ]                      |
| Melbourne Knights      | Úc                 | 1      | 1994‍–‍95                                                    | NSL Cup, NSL Minor Premiership, NSL Grand Final                                       | [ 95 ]                      |
| ASFA Yennenga          | Burkina Faso       | 1      | 1995                                                     | Burkinabé Premier League, Coupe du Faso, Coupe des Leaders                            | [ 7 ]                       |
| ÍA                     | Iceland            | 1      | 1996                                                     | Úrvalsdeild karla, Icelandic Cup, Icelandic League Cup                                | [ 7 ]                       |
| Barry Town United      | Wales              | 1      | 1996‍–‍97                                                    | Welsh Premier League, Welsh Cup, Welsh League Cup                                     | [ 7 ]                       |
| Al-Ittihad             | Ả Rập Xê Út        | 1      | 1996–97                                                  | Saudi Premier League, Crown Prince Cup, Saudi Federation Cup                          | [ 96 ]                      |
| Singapore Armed Forces | Singapore          | 1      | 1997                                                     | S. League, Singapore FA Cup, Singapore League Cup                                     | [ 7 ]                       |
| Bayern München         | Đức                | 1      | 1999–2000                                                | Bundesliga, DFB-Pokal, DFL-Ligapokal                                                  | [ 97 ]                      |
| Kashima Antlers        | Nhật Bản           | 1      | 2000                                                     | J. League, Cúp Hoàng đế Nhật Bản, J. League Cup                                       | [ 98 ]                      |
| Saint-Louisienne       | Réunion            | 1      | 2002                                                     | Réunion Premier League, Coupe de la Réunion, Coupe Régionale de France                | [ 7 ] [ 76 ]                |
| US Stade Tamponnaise   | Réunion            | 1      | 2003                                                     | Réunion Premier League, Coupe de la Réunion, Coupe Régionale de France                | [ 7 ] [ 76 ]                |
| Rhyl                   | Wales              | 1      | 2003‍–‍04                                                    | Welsh Premier League, Welsh Cup, Welsh League Cup                                     | [ 99 ]                      |
| Qadsia                 | Kuwait             | 1      | 2003–04                                                  | Kuwait Premier League, Kuwait Emir Cup, Kuwait Crown Prince Cup                       | [ 7 ]                       |
| CAPS United            | Zimbabwe           | 1      | 2004                                                     | Zimbabwe Premier Soccer League, ZIFA Cup, Buddie Challenge Cup                        | [ 7 ]                       |
| Sun Hei                | Hồng Kông          | 1      | 2004‍–‍05                                                    | Hong Kong League, Hong Kong Senior Shield, Hong Kong FA Cup                           | [ 78 ]                      |
| Port-Louis 2000        | Mauritius          | 1      | 2005                                                     | Mauritian League, Mauritian Cup, Mauritian Republic Cup                               | [ 7 ]                       |
| Curepipe Starlight     | Mauritius          | 1      | 2008                                                     | Mauritian League, Mauritian Cup, Mauritian Republic Cup                               | [ 7 ]                       |
| Joe Public             | Trinidad và Tobago | 1      | 2009                                                     | TT Pro League, FA Trophy, Pro Bowl                                                    | [ 7 ]                       |
| Al-Muharraq            | Bahrain            | 1      | 2009                                                     | Bahraini Premier League, Bahraini King's Cup, Bahraini FA Cup                         | [ 7 ] [ 100 ] [ 101 ]       |
| Debrecen               | Hungary            | 1      | 2009‍–‍10                                                    | Nemzeti Bajnokság I, Magyar Kupa, Ligakupa                                            | [ 7 ]                       |
| Al-Faisaly             | Jordan             | 1      | 2011‍–‍12                                                    | Jordan League, Jordan FA Cup, Jordan FA Shield                                        | [ 7 ]                       |
| Kelantan               | Malaysia           | 1      | 2012                                                     | Malaysian Super League, Malaysia Cup, Malaysian FA Cup                                | [ 102 ]                     |
| Moulien                | Guadeloupe         | 1      | 2012‍–‍13                                                    | Guadeloupe Division of Honour, Coupe de Guadeloupe, Coupe de France (Zone Guadeloupe) | [ 7 ] [ 92 ]                |
| Sheikh Russel          | Bangladesh         | 1      | 2012‍–‍13                                                    | Bangladesh Premier League, Federation Cup, Independence Cup                           | [ 7 ] [ 103 ]               |
| Mbabane Swallows       | Eswatini           | 1      | 2012‍–‍13                                                    | Swazi Premier League, Swazi FA Cup, Castle Premier Challenge                          | [ 7 ] [ 104 ]               |
| Devonshire Cougars     | Bermuda            | 1      | 2012‍–‍13                                                    | Bermudian Premier Division, Bermuda FA Cup, Friendship Trophy                         | [ 7 ]                       |
| Benfica                | Bồ Đào Nha         | 1      | 2013–14                                                  | Primeira Liga, Taça de Portugal, Taça da Liga                                         | [ 105 ]                     |
| W Connection           | Trinidad và Tobago | 1      | 2013‍–‍14                                                    | TT Pro League, FA Trophy, Pro Bowl                                                    | [ 7 ] [ 106 ]               |
| Gamba Osaka            | Nhật Bản           | 1      | 2014                                                     | J. League, Cúp Hoàng đế Nhật Bản, J. League Cup                                       | [ 98 ]                      |
| FCSB                   | România            | 1      | 2014‍–‍15                                                    | Liga I, Cupa României, Cupa Ligii                                                     | [ 7 ]                       |
| Maccabi Tel Aviv       | Israel             | 1      | 2014‍–‍15                                                    | Israeli Premier League, Israel State Cup, Toto Cup                                    | [ 107 ]                     |
| Toronto FC             | Canada             | 1      | 2017                                                     | Supporters' Shield, MLS Cup, Canadian Championship                                    | [ 108 ]                     |
| Sydney FC              | Úc                 | 1      | 2017                                                     | A-League Premiership, A-League Grand Final, FFA Cup                                   | [ 109 ]                     |
| Al-Duhail              | Qatar              | 1      | 2018                                                     | Qatar Stars League, Emir of Qatar Cup, Qatar Cup                                      | [ 110 ]                     |
| Manchester City        | Anh                | 1      | 2018–19                                                  | Premier League, FA Cup, EFL Cup                                                       | [ 111 ]                     |
| Pakhtakor Tashkent     | Uzbekistan         | 1      | 2019                                                     | Uzbekistan Super League, Uzbekistan Cup, Uzbekistan League Cup                        | [ 7 ]                       |
| Ahal                   | Turkmenistan       | 1      | 2022                                                     | Turkmenistan Higher League, Turkmenistan Cup, Turkmenistan Federation Cup             | [ 7 ]                       |
| Weymouth Wales         | Barbados           | 1      | 2023                                                     | Barbados Premier Division, Barbados FA Cup, Republic Cup                              | [ 7 ]                       |
| Bashundhara Kings      | Bangladesh         | 1      | 2023‍–‍24                                                    | Bangladesh Premier League, Federation Cup, Independence Cup                           | [ 112 ]                     |

### Nữ
| Câu lạc bộ                | Quốc gia   | Số lần | Mùa                               | Danh hiệu                                                                                   | Chú thích                                    |
| ------------------------- | ---------- | ------ | --------------------------------- | ------------------------------------------------------------------------------------------- | -------------------------------------------- |
| Glasgow City              | Scotland   | 5      | 2008‍–‍09, 2011‍–‍12, 2012‍–‍13, 2013‍–‍14, 2014‍–‍15 | Scottish Women's Premier League, Scottish Women's Cup, SWPL Cup                             | [ 113 ] [ 114 ] [ 115 ]                      |
| Arsenal                   | Anh        | 3      | 1992‍–‍93, 2000‍–‍01, 2006‍–‍07               | FA Women's Premier League, FA Women's Cup, FA Women's Premier League Cup                    | [ 116 ] [ 117 ] [ 118 ] [ 59 ] [ 60 ] [ 61 ] |
| Tokyo Verdy Beleza        | Nhật Bản   | 3      | 2010, 2018, 2019                  | Nadeshiko League, Empress's Cup, Nadeshiko League Cup                                       | [ 48 ] [ 10 ]                                |
| Chelsea                   | Anh        | 2      | 2020‍–‍21, 2024‍–‍25                      | Women's Super League, Women's FA Cup, Women's League Cup                                    | [ 119 ] [ 120 ]                              |
| Fulham                    | Anh        | 1      | 2002–03                           | FA Women's Premier League, FA Women's Cup, FA Women's Premier League Cup                    | [ 121 ]                                      |
| Jiangsu Suning            | Trung Quốc | 1      | 2019                              | Chinese Women's Super League, Chinese Women's National Championship, Chinese Women's FA Cup | [ 122 ] [ 123 ]                              |
| Wuhan Jianghan University | Trung Quốc | 1      | 2023                              | Chinese Women's Super League, Chinese Women's National Championship, Chinese Women's FA Cup | [ 124 ]                                      |
| Benfica                   | Bồ Đào Nha | 1      | 2023‍–‍24                             | Campeonato Nacional Feminino, Taça de Portugal Feminina, Taça da Liga Feminina              | [ 125 ]                                      |